# Orbitales Treibstoffdepot
Ein orbitales Treibstoffdepot wäre ein Lagerbehälter für Treibstoffe für die Raumfahrt, welcher sich in einer Umlaufbahn im Weltall befindet.
Treibstoffdepots im Erdorbit könnten beispielsweise genutzt werden, um die Lebensdauer von Satelliten zu verlängern, die fast ihren gesamten Orbitalmanövertreibstoff verbraucht haben. Wahlweise könnten sie auch genutzt werden, um Treibstoff für ein Raumfahrzeug bereitzustellen, das anschließend eine andere Erdumlaufbahn oder beispielsweise den Mond oder den Mars anfliegt. Vorgeschlagen wurde auch, ein Depot am Lagrange-Punkt 1 des Erde-Mond-Systems aufzustellen (zwischen Mond und Erde), oder hinter dem Mond am Lagrange-Punkt 2, um die Reisekosten zum Mond oder Mars zu reduzieren. Zudem wurde vorgeschlagen, ein Depot in einer Umlaufbahn um den Mars zu platzieren.
Das Raumfahrzeug würde jeweils an das Depot andocken (oder umgekehrt) und dann Treibstoff für nachfolgende Manöver übertragen.
Verschiedene Unternehmen und Raumfahrtorganisationen betreiben Projekte, um die Einrichtung orbitaler Treibstoffdepots zu erproben.